# Merritt (Vorname)
Merritt ist ein männlicher Vorname. Vereinzelt kommt der Name auch als weiblicher Vorname vor.

## Herkunft und Bedeutung
Der Vorname war ursprünglich ein englischer Familienname, welcher sich wiederum von dem altenglischen Wort für Grenztor ableitet.

## Namensträger

### Männer
- Merritt Butrick (1959–1989), US-amerikanischer Schauspieler
- Merritt Brunies (1895–1973), US-amerikanischer Jazzmusiker
- Merritt Lyndon Fernald (1873–1950), US-amerikanischer Botaniker
- Merritt B. Gerstad (1900–1974), US-amerikanischer Kameramann
- Merritt Giffin (1887–1911), US-amerikanischer Diskuswerfer
- Merritt Hulburd (1903–1939), US-amerikanischer Journalist und Filmproduzent
- Merritt C. Mechem (1870–1946), US-amerikanischer Politiker
- Merritt Finley Miller (1875–1965), US-amerikanischer Agrarwissenschaftler und Bodenkundler
- Merritt Ruhlen (1944–2021), US-amerikanischer Linguist

### Frauen
- Merritt Mathias (* 1990), US-amerikanische Fußballspielerin
- Merritt Patterson (* 1990), kanadische Schauspielerin
- Merritt Wever (* 1980), US-amerikanische Schauspielerin